# Medaille für Verdienst, Anhänglichkeit und Treue
Die Medaille für Verdienst, Anhänglichkeit und Treue wurde im Jahre 1835 von Herzog Heinrich von Anhalt-Köthen in Gold und Silber gestiftet.
Hof- und Staatsdiener konnte die Auszeichnung für hervorragende Verdienste und langjährige Diensttreue verliehen werden. Die goldene Medaille war ausschließlich hochrangigen Staatsdienern vorbehalten.
Die Medaille zeigt auf der Vorderseite von einem Eichenkranz umgeben die Initiale H (Heinrich) von einer Herzogskrone überragt. Auf der Rückseite ist das gekrönte große anhaltische Wappen zu sehen. Umlaufend die Inschrift FUER VERDIENST ANHAENGLICHKEIT U. TREUE.
Der Orden wurde an einem weißen Band mit grünen Seitenstreifen auf der linken Brust oder im Knopfloch getragen.